# Akosua Busia
Akosua Gyamama Busia (30 de diciembre de 1966) es una actriz, directora de cine, escritora y compositora ghanesa, radicada en el Reino Unido. Obtuvo reconocimiento internacional por su papel como Nettie Harris en la película de 1985 El color púrpura junto a Whoopi Goldberg, Danny Glover y Oprah Winfrey.

## Carrera
Los papeles cinematográficos de Busia incluyen una notable actuación como Bessie en una adaptación cinematográfica de 1986 de la novela Hijo nativo de Richard Wright (con Geraldine Page y Matt Dillon). También protagonizó Hard Lessons junto a Denzel Washington y Lynn Whitfield en 1986. Busia interpretó a Nettie (junto a Danny Glover y Whoopi Goldberg) en El color púrpura de Steven Spielberg, adaptado de la novela homónima de Alice Walker. Encarnó a Ruth en Badge of the Assassin (1985), a Jewel en Rosewwod de John Singleton (1997) y a Patience en Lágrimas de sol de Antoine Fuqua (2003). También ha aparecido en la serie de televisión ER.
Busia es autora de la novela The Seasons of Beento Blackbird (Editorial Washington Square, 1997). Fue una de las tres coautoras de la adaptación a guion de la novela Beloved de Toni Morrison para la versión cinematográfica de 1998 del mismo nombre dirigida por Jonathan Demme. En 2008 Busia dirigió una película sobre su padre, titulada The Prof. A Man Remembered. Life, Vision & Legacy of K.A. Busia. También coescribió la canción "Moon Blue" con Stevie Wonder para su álbum A Time 2 Love, publicado en 2005.
Busia estuvo casada con el reconocido cineasta estadounidense John Singleton.

## Filmografía
| Año  | Título                | Papel                | Notas     |
| ---- | --------------------- | -------------------- | --------- |
| 1979 | Ashanti               |                      |           |
| 1983 | The Final Terror      | Vanessa              |           |
| 1984 | Louisiana             | Ivy                  | Telefilme |
| 1985 | Badge of the Assassin | Ruth                 | Telefilme |
| 1985 | The Color Purple      | Nettie Harris        |           |
| 1986 | Crossroads            | Mujer en la pensión  |           |
| 1986 | Low Blow              | Karma                |           |
| 1986 | Native Son            | Bessie               |           |
| 1988 | Saxo                  | Puppet               |           |
| 1988 | The Seventh Sign      | Penny Washburn       |           |
| 1991 | New Jack City         | Asistente a la corte |           |
| 1997 | Rosewood              | Jewel                |           |
| 1997 | Mad City              | Diane                |           |
| 1997 | Ill Gotten Gains      | Fey                  |           |
| 2003 | Tears of the Sun      | Patience             |           |
| 2007 | Ascension Day         | Cherry               |           |